# Nino Cesarini

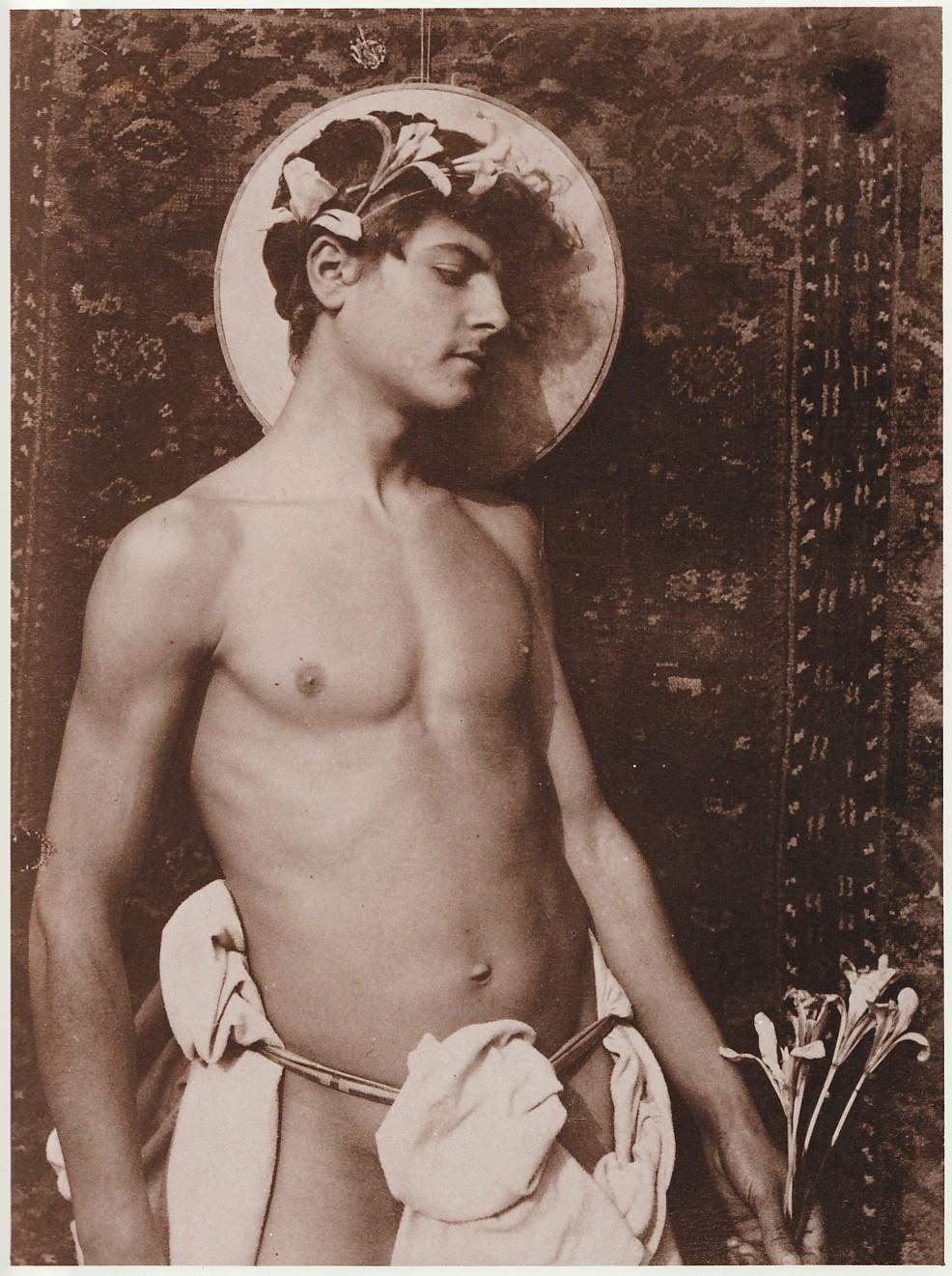
Retrato de Wilhelm von Plüschow de un joven mártir. Posiblemente el modelo fotografiado es Nino Cesarini.

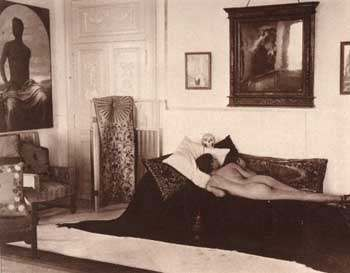
Joven desnudo posa de espaldas en la Villa Lysis de Capri, donde Nino Cesarini vivía con su protector y amante, el barón Jacques d'Adelswärd-Fersen. La fotografía fue tomada por Wilhelm von Plüschow y en ella se aprecia el retrato de Nino que pintó Paul Höcker en 1908.

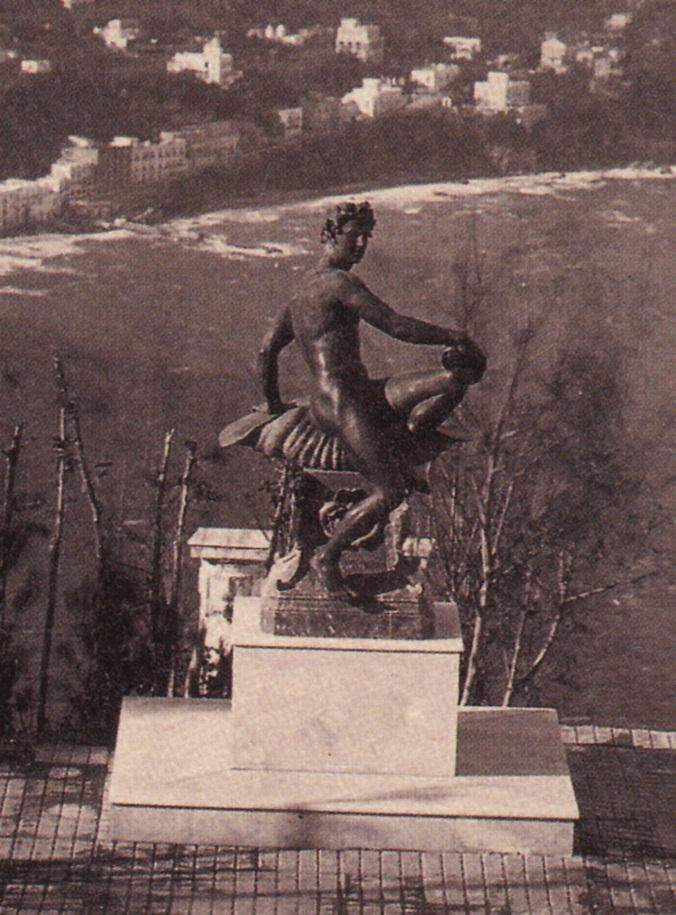
Estatua de Nino Cesarini realizada por Francesco Jarace para el jardín de Villa Lysis, por encargo del barón Jacques d'Adelswärd-Fersen. La fotografía fue realizada por Wilhelm von Plüschow.

Antonio Cesarini, más conocido por el diminutivo de Nino Cesarini (Roma, 30 de septiembre de 1889 – Roma, 25 de octubre de 1943), fue durante su juventud (y debido a su relación afectiva con el barón Jacques d'Adelswärd-Fersen) modelo de varios artistas, tales como el fotógrafo Wilhelm von Plüschow, los pintores Paul Höcker y Umberto Brunelleschi o el escultor Francesco Jerace y, ya en su edad adulta, de Vincenzo Gemito, quienes lo representaron como prototipo de la belleza masculina en obras fuertemente homoeróticas. Su vida fue novelada por el escritor francés Roger Peyrefitte en su obra L'exilé de Capri (El exiliado de Capri) en 1959.

## Biografía

### Los años de plenitud
Nino Cesarini nació en el seno de una familia humilde. Según Peyreffite, el 9 de julio de 1904 Jacques d’Adelswärd-Fersen –quien se había visto obligado a abandonar París por un escándalo sexual- lo conoció en Roma, cuando Nino era un muchacho de catorce años, trabajador de la construcción y vendedor de periódicos. Prendado del joven, Fersen trata con su familia y obtiene autorización para tomar a Nino como su secretario y llevárselo con él a Capri.
Tiempo después, Fersen finaliza la que sería su vivienda en la isla, Villa Lysis, en julio de 1905, momento en que Nino tenía 15 años. Para inmortalizar su belleza el Barón comisiona a varios artistas dicha tarea. Uno de ellos fue Umberto Brunelleschi (1879-1949), pintor italiano, otro fue el pintor alemán Paul Höcker (1854-1910), a la sazón también exiliado en Italia por motivos similares a los de Fersen y, por último, encargó una estatua de Nino en bronce al afamado escultor Francesco Jerace (1854-1937), la cual posteriormente sería colocada en el jardín de la Villa, que se abría hacia el mar. También fue fotografiado reiteradamente por el fotógrafo Wilhelm von Plüschow, ataviado como emperador romano o incluso como santo cristiano. Copias de estas fotografías tuvieron una amplia circulación y es posible que incluso d'Adelswärd-Fersen las explotara comercialmente. A Plüschow debemos la única imagen de la estatua que Jerace esculpió tomando a Nino como modelo.
En 1907 Fersen dedica a Nino su obra Une Jeunesse/Les Baiser de Narcisse, con la siguiente frase: Dedicado a N. C. Más bello que la luz de Roma.
La belleza de Nino lo hacía atractivo para otras personas. Durante la visita a Venecia, flirteó con alguna dama que finalmente logró seducirlo. Fersen reaccionó furiosamente en un volumen de poemas apropiadamente titulado Ainsi chantait Marysas (Así cantaba Marysas), un canto exaltado de alabanza hacia Nino, ya que estaba atemorizado porque pensaba que iba a abandonarlo. Esta explosión de pasión únicamente puede comprenderse bajo la idea del miedo de Jacques por estar perdiendo al joven y los celos que alimentan ese miedo, algo que no llegaría a producirse.
Ada Negri (1870-1945), poeta y escritora italiana que había visitado la villa invitada por el anfitrión, en un artículo publicado en 1923 en el periódico L’Ambrosiano, al poco de la muerte del barón, describió a Nino con las siguientes palabras:
[La Villa era un lugar donde] todo era muy bello, incluyendo a Nino, el secretario de perfil de medallón, con la mirada intensa de quien tiene ojos profundamente negros, coronados por cejas bien perfiladas.
Para ese momento Jacques d’Adelswärd-Fersen, el protector y amante de Nino, se encontraba en una fase de gran dependencia con el opio, droga de la que llegaba a fumarse más de treinta pipas diarias, según afirma Peyrefitte en su novela (para ese fin en la Villa Lysis había construido una habitación especial, un fumadero, llamada la Habitación China).

### Los años de madurez
Will H. L. Ogrinc, en su trabajo ya citado, supone que a medida que Nino iba creciendo, el Barón d'Adelswärd-Fersen buscaría la relación con otros jóvenes del entorno. Como prueba de ello utiliza la famosa fotografía de Plüschow (véase a la derecha de este texto) en la que se observa a un joven desnudo y de espaldas tumbado en un sofá en el interior de Villa Lysis, en una de cuyas paredes, a la izquierda, se puede apreciar el famoso cuadro que Höcker pintó para exaltar la belleza de Nino. Según este autor, el muchacho desnudo en el sofá no puede ser Nino, ya que parece demasiado joven si se le compara con el modelo del cuadro.
Nino y Adelswärd-Fersen viajaron, al menos un par de veces, por países del Extremo Oriente. Aparte de alguna separación temporal (como por ejemplo, durante el servicio militar de Nino o su participación en la Primera Guerra Mundial, a la que le siguió una convalecencia en el hospital debido a las heridas que en ella sufrió) Cesarini permaneció toda su vida junto al Barón a pesar de que, con el tiempo, la pasión dejó lugar al cariño y la amistad. Según Peyreffite a partir de su regreso del hospital permaneció junto a Fersen sólo como acompañante y los intentos que pudiese hacer el Barón por continuar con la relación sexual fueron rechazados por el entonces ya maduro Nino. Ogrinc, en su obra citada, asegura que esta afirmación de Peyrefitte, aparte de no estar documentada, no parece realista, dada la preferencia demostrada por Fersen hacia los efebos, algo que para aquellas alturas Nino ya no era.
A lo largo de su larga permanencia en Capri el Barón Jacques d’Adelswärd-Fersen fue adentrándose en el mundo de las drogas, hasta el punto de que, gravemente enfermo, murió en 1923 de una sobredosis de cocaína disuelta en una copa de champán. Hay indicios de que pudiese tratarse de un suicidio, aunque no ha existido unanimidad en esa explicación. El doctor Gatti, el médico que firmó el certificado de defunción, aseguró que un ataque al corazón fue la causa del fallecimiento, lo que no es incompatible con una sobredosis de cocaína tomada voluntariamente.
Intentando proteger la herencia, la familia del Barón hizo propagar el rumor de que había muerto envenenado por Nino, empujado por celos ante la postrera relación que Fresen mantenía con el adolescente Corrado Annicelli (1905-1984). Su hermana y su madre insistieron en que se realizase la autopsia. Las autoridades de Nápoles decidieron llevarla a cabo, tras la cual desecharon tales acusaciones.
Según los deseos del difunto Barón, Nino recibió 300.000 francos y el derecho al usufructo de Villa Lysis (incluido su alquiler). Posteriormente vendería sus derechos sobre la Villa a la hermana de Fersen por 200.000 liras. Su retrato pintado por Brunelleschi y la estatua de Jerace fueron, a su vez, vendidos a un anticuario suizo y permanecen desde entonces desaparecidos.
Según la versión más extendida Nino regresó a Roma donde estableció un quiosco de periódicos y un bar, y falleció en octubre de 1943, a los 54 años, siendo enterrado en el cementerio romano de Campo Verano. No obstante, otras fuentes afirman que tras la venta de sus derechos sobre la Villa, unido a la herencia recibida, Nino era suficientemente rico, además de culto y refinado (hablaba, al parecer, varios idiomas, pues no en vano había pasado toda su vida al lado de Fersen), lo que hace difícil de entender que se dedicase a la venta de periódicos en un quiosco. Según esta otra versión, habría muerto por causa del opio y estaría enterrado en Roma. Tras el deceso, la familia habría destruido todas las cartas del barón d’Adelswärd, muchas de las fotos de ambos y una colección de objetos eróticos orientales.

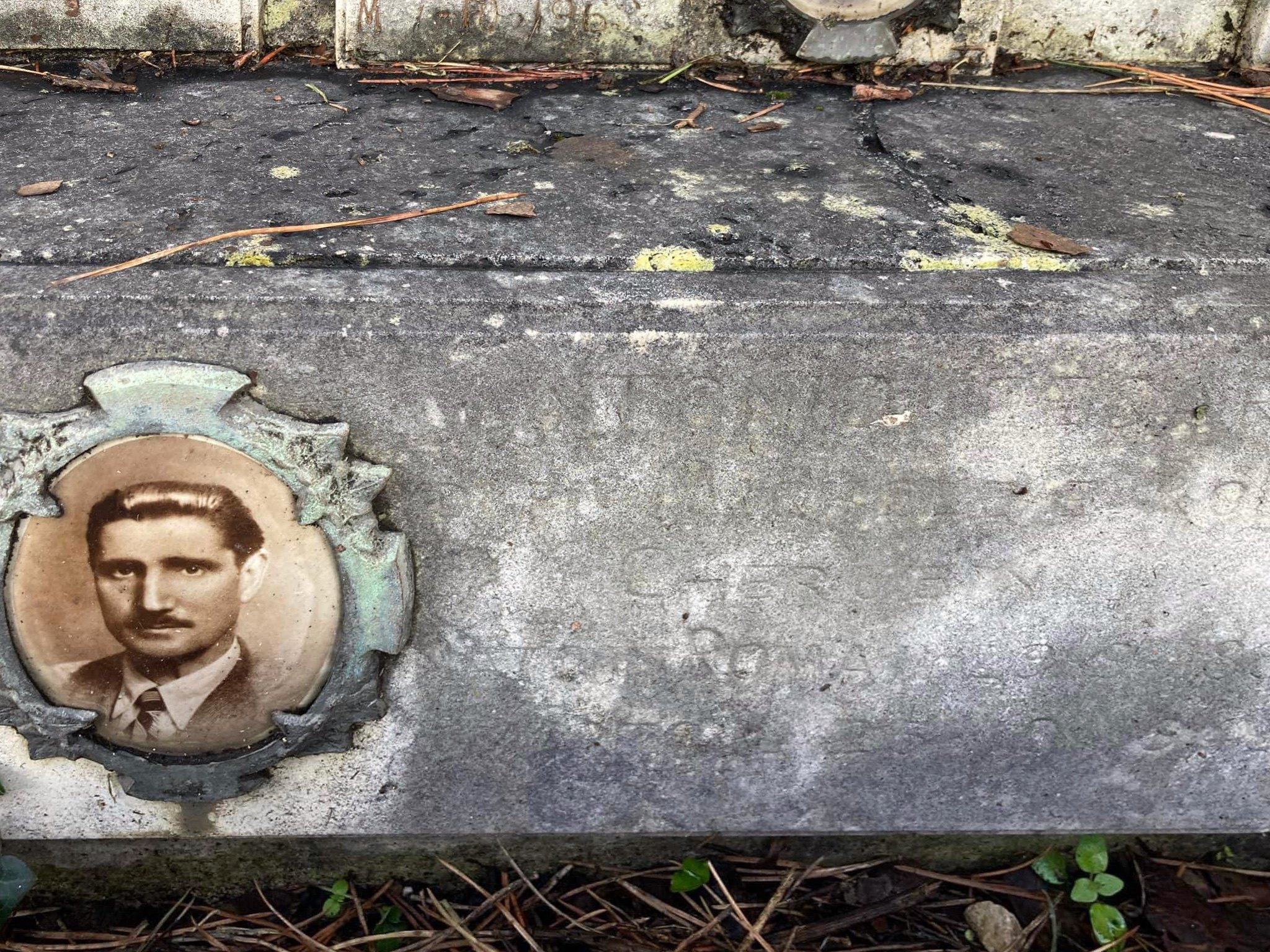
Tumba de Niño Cesarini

## La imagen real de Nino Cesarini
Tanto la obra de Brunelleschi como la escultura de Jarace fueron vendidas a un coleccionista suizo tras la muerte de Fersen y han desaparecido. No sucede así con el cuadro de Höcker, pintado probablemente en 1908, pues recientemente se supo, gracias a una publicación del Schwules Museum de Berlín, que se conserva y que forma parte de una colección privada en Alemania. Esta es una de las pocas imágenes de las que se tiene constancia documental de que realmente representa a Nino Cesarini joven.
Por otra parte, el convencimiento generalizado de que Plüschow retrató desnudo a Nino Cesarini no tienen hasta la fecha ninguna prueba objetiva, según Giovanni Dall’Orto, a pesar de la existencia de varias imágenes erróneamente identificadas con él, especialmente en el volumen A la jeunesse d'amour. Villa Lysis en Capri: 1905-2005. Según este autor italiano, todas las pruebas apuntan a que, efectivamente, las imágenes de Nino tomadas por Plüschow han existido, pero o fueron destruidas por los herederos de Nino, o aún no han sido identificadas correctamente: en las fotos generalmente consideradas como "retratos de Cesarini", cualquier observador atento puede distinguir por lo menos tres, y tal vez incluso cuatro, modelos diferentes, afirma.
Existe, también, un interesante trabajo (Nino et son Jumeau: Visage et mythes de l’ami del Jacques d’Adelswrd-Fersen) que analiza muchas de las imágenes atribuidas a Nino Cesarini –fundamentalmente en fotografías, aunque también en dibujos y pinturas de la época- llegando a la misma conclusión que Dall’Orto, esto es que la mayoría de ellas no representan a Cesarini.